# Hilmar Meincke Krohg
Hilmar Meincke Krohg, född den 1 januari 1776 i Trondhjem, död den 13 augusti 1851 på sin gård Nøjsomhed vid Molde, var en norsk amtman, son till Nicolai Frederik Krohg. Han gifte sig den 31 mars 1803 med Cecilia Edel Sophie Stub (1786-1864). Han var far till Otto Theodor Krohg.
Krohg lämnade födelsestadens katedralskola 1794 och blev student vid Köpenhamns universitet. Han uppehöll sig 1795-97 i Norge och tog juridisk examen 1799. Efter att någon tid ha tjänstgjort i kansliet och som Frederik Moltkes privatsekreterare återvände han 1801 med kanslisekreterares titel till Norge och levde på en egendom vid Trondhjem, tills han 1807 utnämndes till amtman i Finnmarken. 1811 blev han förflyttad till Nordre Bergenhus amt och samma år till Romsdals amt, vilket han tillträdde omedelbart efter att han frånträdde Finnmarken. 1811-januari 1814 var han tillförordnad stiftsamtman i Trondhjems stift. Som amtman i Romsdal tog han avsked 1840 med tillkännagivande av kungens naadigste Tilfredshed med hans lange og tro Tjeneste. 
År 1814 deltog han i riksförsamlingen och valdes senare till amtets första representant vid Stortingen 1814, 1818 (då han inte kunde delta), 1824 och 1830. 1826 reste han i Finnmarken som ordförande i den kungliga kommission, som hade att föreslå medel till amtets opkomst. Då han tog avsked slog Molde och Aalesunds kommuner en medalj till hans hågkomst, amtsförmanskapets medlemmar subskriberade 1841 till ett legat med samma syfte, och de två nämnda kommunerna reste ett minnesmärke på hans grav.